# 김윤기 (성우)
김윤기(1996년 11월 23일~)는 한국의 남자 성우이다. 2021년 CJ E&M 10기 성우로 데뷔했다. 

## 주요 작품

### 애니메이션

#### 2021년
- 도깨비언덕에 왜 왔니? - 악어병사 2, TV 1, 사천왕 미, 설인
- 명탐정 코난 19기 - 경비 1(2~3화) / 야구부 남자(8화) / 신정인(9~10화) / 민주상(11~12화) / 이건일(24~26화)
- 신비아파트 시리즈
- 신비아파트 고스트볼Z: 어둠의 퇴마사 - 연준, 주원, 인디언 인형 1, 경찰, 까마귀 2, 블랙웬디고, 합체 좀비
- GHOST 무서 WAR 시즌 2 - 구조대원, 강우열, 이상형, 유토파 유저들, 김윤기, 할머니
- 이상한 과자가게 전천당 - 맹수, 경찰 2, 황금
- 짱구는 못말려 6기 재더빙(더 비기닝) - 각종 단역
- 웰컴투 정글스쿨 - 서너굴, 에나, 계선생
- 방과후 트레저헌팅 - 타란툴라
- 뱀파이어소녀 달자 - 불량배, 스키

#### 2022년
- 명탐정 코난 20기 - 업자 1(5화) / 이영창(9화) / 도연중(11~12화) / 조원모(13~14화) / 전동수(20~21화) / 이덕원(23~25화) / 오윤기(28화) / 황원대(31~33화)
- 명탐정 코난 스페셜: 대괴수 고메라 VS 가면사나이 - 박영목, 문양평
- 명탐정 코난 스페셜: 피아노 소나타 월광 살인사건 - 정명화
- 안녕! 보노보노 8기 - 롯시, 포치
- 신비아파트 시리즈
- 신비아파트 고스트볼Z: 귀도퇴마사 - 수룡, 수혁, 후배 경찰, 연준, 구급대원 1, 부하 뱀파이어 2, 인어 / 거대 인어, 해경 3, 소방관 2, 구민찬, 시민
- GHOST 무서 WAR 시즌 3 - 객귀, 서동, 김창우, 회장, 서동, 저승사자, 아저씨
- 뱀파이어소녀 달자
- 토마스와 친구들: 함께 달리자! - 스키프, 베레스포드
- 짱구는 못말려 22기 - 각종 단역
- 요괴워치 음표 - 각종 단역
- 퍼피 구조대 8기

#### 2023년
- 네모바지 스폰지밥 시즌 13 - 해설, 각종 단역
- 명탐정 코난 21기 - 왕진일(1~2화) / 이구완(9화) / 사명진(10~11화) / 김신호(15화) / 애인(21화) / 강로이(26화) / 남태용(30~31화) / 감식반(35화)
- 신비아파트 시리즈
- 신비아파트 고스트볼 ZERO - 아나운서, 덕배, 홀린 주민 2, 악귀, 후배 경찰
- 신비아파트 스페셜: 철궁이와 철원 히어로즈 한탄강의 전설 - 환수귀
- 신비아파트 고스트볼 ZERO: 두 번째 이야기 - 우열, 지훈, 직장인, 성국, 경찰, 라미아의 수하, 귀도퇴마사 대원 2
- 올리의 신비한 몬스터 가방 - 할아버지
- 안녕! 보노보노 9기 - 롯시
- 짱구는 못말려 23기 - 각종 단역

#### 2024년
- 링컨의 집에서 살아남기 집에서 놀자 스페셜 - 잭 아빠, 블레인 외 단역
- 명탐정 코난 22기 - 원유성(2화) / 조형수(7화) / 천용삼, 이정대(8~9화) / 문창진(14화) / 이형만(17~18화) / 래빗 선우(25화) / 마중재(26화) / 황원일(27화) / 전우종(28화)
- 안녕! 보노보노 10기 - 롯시
- 짱구는 못말려 24기 - 각종 단역
- 이상한 과자가게 전천당 시즌 3 - 황금, 유민, 절미, 원고조
- 신비아파트 2단지 - 화장실 귀신, 아빠, 방송 귀신, 연근 희망 남성 1, 진규 아빠, 놀이터 원혼 4, 반 아이들 3
- 스쿠비 두, 겁쟁이 강아지 커리지를 만나다(카툰 네트워크) - AI

#### 2025년
- 귀멸의 칼날 - 키요시
- 명탐정 코난 재더빙 1기 - 교사 / 남자 1(21화), 신동건(22화)
- 터닝메카드 갓 - 드라고

### 극장판 애니메이션
- 극장판 명탐정 코난 시리즈
- 명탐정 코난: 흑철의 어영 - 에드
- 명탐정 코난: 100만 달러의 펜타그램 - 아프로
- 극장판 짱구는 못말려 시리즈
- 극장판 짱구는 못말려: 격돌! 낙서왕국과 얼추 네 명의 용사들 - 마법사 외 다수 배역
- 극장판 짱구는 못말려: 수수께끼! 꽃피는 천하떡잎학교 - 요요 외 다수 배역
- 극장판 짱구는 못말려: 동물소환 닌자 배꼽수비대 - 교사 닌자, 개그맨 1
- 신차원! 짱구는 못말려 더 무비: 초능력 대결전 ~날아라 수제김밥~ - 경찰 3
- 극장판 짱구는 못말려: 우리들의 공룡일기 - 빌리
- 신비아파트 시리즈/극장판 및 특별판
- 신비아파트 특별판: 빛의 뱀파이어와 어둠의 아이(TVING) - 아이기스 퇴마사, 뮤턴트 뱀파이어
- 신비아파트 극장판 차원도깨비와 7개의 세계 - 병사 1
- 신비아파트 특별판: 조선퇴마실록(TVING) - 수룡, 호위무사, 조선 각귀, 거인 각귀, 가짜 주운, 신하, 간수 1

### 노래
- 올리의 신비한 몬스터 가방 오프닝 중 코러스(with 김동현, 이우리)

### 오디오 드라마
- Red Candy(야해) - 쉐도우
- 데드맨 스위치(야해) - 박진혁 외
- 킹스메이커(ACO) - 빈 외
- 대리님은 하고싶어(ACO) - 특별출연
- 용이 비를 내리는 나라(야해) - 가회 외
- 디파인 더 릴레이션쉽(야해) - 루퍼트 외

### 게임
- AFK 아레나 - 리베르타
- 디아블로 4
- 메이플스토리M - 에릴 라이트
- 명일방주 - 버던트, THRM-EX
- 원신 - 가명
- 파이널판타지14 - 지식의 신 살리아크
- 쿠키런: 킹덤 - 신중한 다크카카오 지원병, 치료사 쿠키 2
- 쿠키런: 모험의 탑 - 스팅두리안맛 쿠키